# 王彥昇
王彥昇（917年—974年），字光烈，宋朝蜀人，陈桥兵变的策划者和参与者之一。性格残忍，在兵變中殺死意圖抵抗的韓通，並追至韓家，將他滅門。

## 生平
膂力过人，擅长击剑，号“王剑儿”。本是蜀地人，后唐同光中，举家迁至洛阳。
最初，彥昇在宦官骠骑大将军孟汉琼部下，孟汉琼以其驍勇，推荐给唐明宗李嗣源，补东班承旨。后晋天福年间，转内殿直。
晋开运初，契丹围魏博，晋少帝石重贵幸澶州，王彦升与罗彦环应募，护送少帝突围，以功迁护圣指挥使。
后周广顺年间，跟从向拱进兵太原，领兵至虒亭南面，斩敌帅王璋于阵中，以功迁龙捷右第九军都虞候，之后累转铁骑右第二军都校、领合州刺史。又跟从张永德攻打瀛州，攻占束城，改散员都指挥使。

### 陈桥兵变
顯德七年正月，禁軍統帥赵匡胤假意領兵抗敵，至陈桥時發動叛亂，得石守信帮助领兵入汴京，是為陳橋兵變。彥昇以所部人马率先进入京城，在路上遇到准备募兵抵抗的「马步军副都指挥使」韩通，并一直追击到韩通的府邸，將其一家人全部滅門。
赵匡胤入城之初，曾晓谕诸将，保持軍紀，不要殺人。故听说彥昇殺害韩通一家，非常不悦。由于建国之初，需笼络人心，未加罪，仍升為铁骑左厢都指挥使，拜恩州团练使，后任京城巡检之职。彥昇一日借巡检之名，半夜至宰相王溥府第，王溥惊悸，出来迎接，彥昇落座以后，说其夜巡很睏，过来找王溥喝個酒，其实彥昇想向王溥索贿。王溥假装不知道彥昇目的，摆上酒宴款待一番，敷衍了彥昇。第二天，王溥将此事密奏宋太祖，太祖将彥昇外放为唐州刺史。
宋乾德初年，任命彥昇为申州团练使。宋开宝二年，改任防州防御使，年底，又移任原州。由于身处边塞，经常有西戎骚扰，一旦擒获戰俘后，并不处刑，而是召集同僚和下属一起饮宴，然后把戰俘拉到宴会上，用手扯断戰俘的耳朵，配著酒吃。此时戰俘满身是血，吓得浑身哆嗦，一动也不敢动，每次都有好幾百個戰俘有如此遭遇。周边的戎狄以此对王彥昇畏惧三分，不敢再骚扰边塞。
宋乾德七年，由于彥昇染病，允許回到京城，卒於乾州，时年五十八岁。宋太祖因为其杀韩通之故，终身未授其节钺。

## 小說裏的彥昇
在古典小说《飞龙全传》中有关于杀韩通的描写：
|  | 韩通归至府中，召集守御禁军、亲随将校，以备对敌。忽禁军教头王彥昇大怒道：“天命有归，汝何为自戕其身？”即引所部禁兵来捉韩通。韩通未及相迎，竟被彦升一刀枭了首级。部下军兵将其妻妾并次子亦皆杀死，惟长子天禄逃脱，奔入辽邦而去。 |

其中彥昇的职务是禁军教头，这个官职恰好和《水浒传》中林冲一样，对照《宋史》中王彦升的官职，大体可以推断出林冲的官职。